# Lutz Dieter Schmadel
Lutz Dieter Schmadel   (Berlín, 2 de juliol de 1942 - 21 d'octubre de 2016) fou un astrònom alemany que treballava a l'Astronomisches Rechen-Institut (ARI) de la Universitat de Heidelberg.
Va ser responsable del descobriment de diversos asteroides com els anomenats 8661 Ratzinger, 10114 Greifswald i 11508 Stolte.
Un asteroide, el 2234 Schmadel, porta el seu nom.

## Obra
- Dictionary of minor planet names (5th Edition). Springer Verlag, Berlin/Heidelberg 2003, ISBN 3-540-00238-3
- Dictionary of minor planet names (Addendum to the 5th Edition). Springer Verlag, Berlin/Heidelberg 2006, ISBN 3-540-34360-1
- Dictionary of minor planet names (Online Edition). Springer Verlag, Berlin/Heidelberg 2006, ISBN 978-3-540-29925-7